# 中村嘉男
中村 嘉男（なかむら よしお、1933年 - ）は、日本の医師、生理学者、歯学者、医学博士。東京医科歯科大学名誉教授。専門は口腔生理学、基礎歯科学、脳科学。

## 来歴
1933年に東京府で生まれる。1958年に東京大学医学部を卒業。1963年に東京大学大学院生物系研究科第一基礎医学課程を修了し、医学博士を取得した。学位論文は　「Spindle bursts and hippocampal EEG in relation with autonomic function(紡錘群発と海馬脳波 : 自律機能と関連づけて)」。 1972年から東京医科歯科大学教授（歯学部顎口腔総合研究施設咀嚼研究部門）を経て、1982年に歯学部口腔生理学教室担当となる。1994年～1997年に歯学部長を務め、1994年に東京医科歯科大学医学部教授を併任した。1999年に東京医科歯科大学名誉教授となり退職し、後に帝京平成大学情報学部福祉情報学科教授を2002年まで務めた。

## 著書
- 『脳と記憶』（共訳、ヤング著、時実利彦、みすず書房、1970年）
- 『心の迷路』（訳著、N.コールダー著、みすず書房、1973年）
- 『危機に立つ心』（訳著、N.コールダー著、みすず書房、1973年）
- 『感情をもつ機械』（訳著、N.コールダー著、みすず書房、1973年）
- 『目的をもつ脳』（訳著、ラーグナ・グラニット著、海鳴社、1978年）
- 『神経・脳・行動』（訳著、J.B.メッセンジャー、朝倉書店、1980年）
- 『生命科学論文まとめ方のコツ』（共訳、生物学雑誌編集者評議会「論文作成マニュアル」委員会編著、久保田競、協同医書出版社、1980年/1986年）
- 『脳の科学（1）（2）』（編著、酒田英夫、朝倉書店、1983年）
- 『痛みへの挑戦』（監訳、R.メルザック、P.D.ウォール共著、誠信書房、1986年）
- 『心の科学』（訳著、N.コールダー著、みすず書房、1987年）
- 『基礎歯科生理学』（共編著、森本俊文・山田好秋、医歯薬出版、1987年/第4版、2003年/第5版は執筆のみ、2008年）
- 『医科 生理学展望』（共訳、William F.Ganong著、丸善、1996年）
- 『咀嚼運動の生理学』（単著、医歯薬出版、1998年）
- 『咀嚼する脳』（単著、医歯薬出版、2005年）